# V404 Cygni

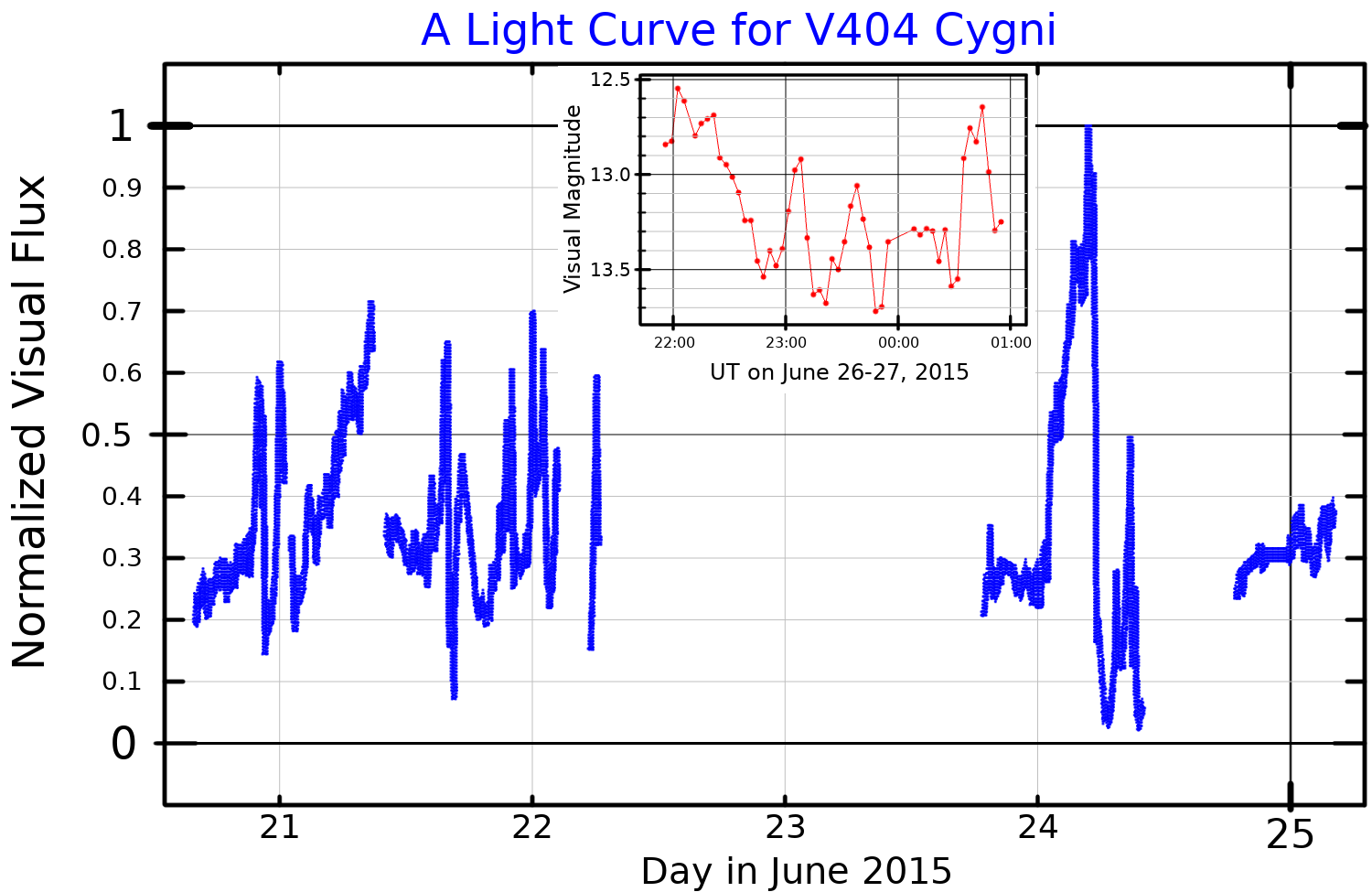
Lichtkromme van V404 Cyg

V404 Cygni is een veranderlijke dubbelster in het sterrenbeeld Zwaan. Het systeem bestaat uit een zwart gat of mogelijk een hypothetische Q-ster en een begeleider uit de hoofdreeks. De hoofdcomponent gedraagt zich als vampierster en vertoonde in de 20ste eeuw waargenomen verschillende nova-achtige uitbarstingen. Er heeft zich een accretieschijf om de hoofdcomponent gevormd waar materie van de begeleider zich verzamelt alvorens het de waarnemingshorizon passeert. De begeleider is uitgerekt tot een eivorm onder invloed van de aantrekkingskracht van de hoofdster. De materie vloeit in ongelijke mate naar de accretieschijf, wat het systeem een veranderlijk karakter geeft.